# Kokhanok
Kokhanok és una concentració de població designada pel cens dels Estats Units a l'estat d'Alaska. Segons el cens del 2000 tenia 174 habitants.

## Demografia
Segons el cens del 2000, Kokhanok tenia 174 habitants, 52 habitatges, i 40 famílies La densitat de població era de 3,1 habitants/km².
Dels 52 habitatges en un 38,5% hi vivien nens de menys de 18 anys, en un 34,6% hi vivien parelles casades, en un 26,9% dones solteres, i en un 21,2% no eren unitats familiars. En el 17,3% dels habitatges hi vivien persones soles l'1,9% de les quals corresponia a persones de 65 anys o més que vivien soles. El nombre mitjà de persones vivint en cada habitatge era de 3,35 i el nombre mitjà de persones que vivien en cada família era de 3,68.
Per edats la població es repartia de la següent manera: un 35,1% tenia menys de 18 anys, un 11,5% entre 18 i 24, un 30,5% entre 25 i 44, un 17,2% de 45 a 60 i un 5,7% 65 anys o més.
L'edat mediana era de 30 anys. Per cada 100 dones hi havia 141,7 homes. Per cada 100 dones de 18 o més anys hi havia 145,7 homes.
La renda mediana per habitatge era de 19.583 $ i la renda mediana per família de 32.500 $. Els homes tenien una renda mediana de 33.333 $ mentre que les dones 0 $. La renda per capita de la població era de 7.732 $. Aproximadament el 40% de les famílies i el 42,6% de la població estaven per davall del llindar de pobresa.

## Poblacions més properes
El següent diagrama mostra les poblacions més properes.